# 国民政府外交部跡

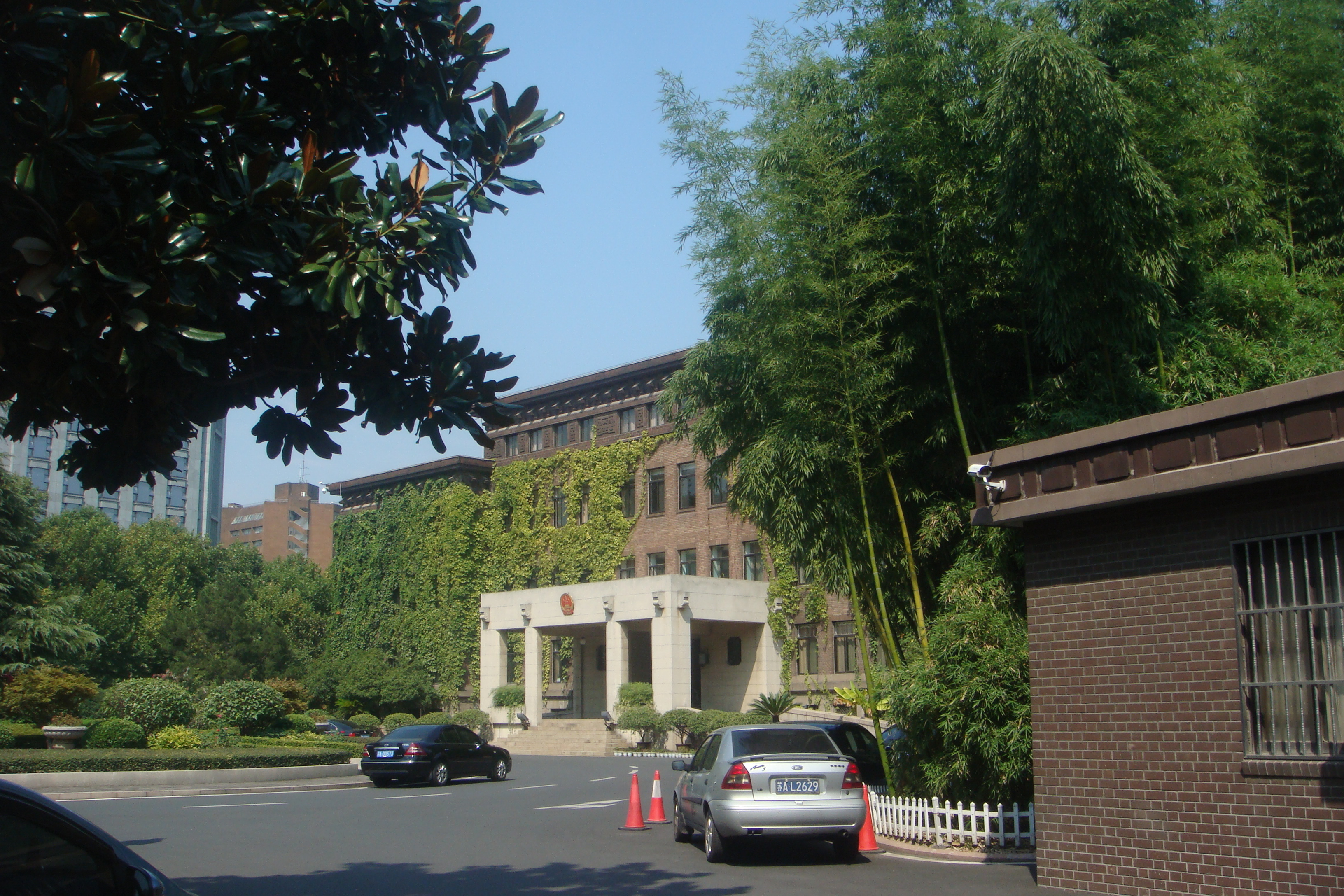
外交部跡

国民政府外交部跡は中華民国国民政府外交部の庁舎だった。江蘇省南京市鼓楼区中山北路32号に位置する。現在は江蘇省人大常委会に利用される。全国重点文物保護単位である。
国民政府外交部は1934年3月から1935年6月までに建設し、三階建ての鉄筋コンクリート造である。日中戦争期間中、支那派遣軍総司令部はここに構えた。